# Polygala barbellata
Polygala barbellata är en jungfrulinsväxtart som beskrevs av S.K. Chen. Polygala barbellata ingår i släktet jungfrulinssläktet, och familjen jungfrulinsväxter. Inga underarter finns listade i Catalogue of Life.